# Vale Mourisco
Vale Mourisco é uma aldeia portuguesa pertencente à freguesia de Águas Belas, concelho do Sabugal, distrito da Guarda, Portugal.